# Eleron-7
Eleron-7 (ros. Элерон-7) – rosyjski bezzałogowy statek powietrzny (UAV – ang. unmanned aerial vehicle) przeznaczony do prowadzenia rozpoznania.

## Opis
Firma Eniks SA (ros. ЗАО «ЭНИКС») z Kazania na Forum ARMIA-2018 zaprezentowała nową konstrukcję, która powstała z inicjatywy producenta. Jest to rozwinięcie drona Eleron-3SW. Testy państwowe drona odbyły się również w 2018 r. Na Międzynarodowym Salonie Lotniczo-Kosmicznym MAKS-2019 w Żukowskim pokazano pełnowymiarową makietę drona. W porównaniu do poprzednika konstruktorzy zwiększyli rozpiętość płata, zmodernizowali silnik, akumulator i wyposażenie. Producent twierdzi, że w nowej konstrukcji zrezygnowano z elementów wyposażenia produkowanych poza Rosją, a do jego wyposażenia została dodana kamera termowizyjna. Dzięki zastosowaniu ulepszonego silnika Eleron-7 osiąga pułap 5000 metrów a w lotach z prędkością do 140 km/h jest niesłyszalny.
Podczas prac projektowych brano pod uwagę doświadczenia bojowe pozyskane podczas konfliktów w Syrii i Donbasie. Dron został zaprojektowany zgodnie z potrzebami rosyjskich jednostek artyleryjskich, które prowadzą ogień na dystansie do 40 km. Ma wyposażenie umożliwiające transmisję obrazu w trybie rzeczywistym na odległość 35–40 km. Wyposażenie wideo montowane jest w wymiennych modułach i może składać się z kamery, kamery stabilizowanej żyroskopowo z 30-krotnym zoomem i możliwością obrotu o 360° lub kamery termowizyjnej pracującej w trybie czarno-białym lub kolorowym. Istnieje również możliwość dostosowania modułu do przenoszenia wyposażenia zgodnego z oczekiwaniami odbiorcy. Dron może pracować w zakresie temperatur od -30°С do +40°С.
Wyposażenie drona zapewnia całodobowe wizualne wyszukiwanie, wykrywanie i identyfikację celów w czasie rzeczywistym, z określeniem ich dokładnej lokalizacji i przekazanie danych do naziemnej stacji kontrolnej. Ponadto Eleron-7 zapewnia dostarczenie wysokiej jakości zdjęć i materiałów wideo z przeszukiwanego obszaru. Na potrzeby odbiorcy zagranicznego została opracowana wersja eksportowa nosząca oznaczenie Eleron T28ME.
Producent zakłada, że dron może zostać również wykorzystany do celów cywilnych, tj. monitorowania sytuacji naziemnej, sytuacji lodowej, stanu autostrad, linii kolejowych, linii przesyłowych (elektrycznych i gazowych) oraz patrolowania strefy granicznej. Może również przenosić urządzenia monitorujące stan sieci komunikacyjnych GSM oraz wyznaczać położenie urządzeń komunikacji mobilnej z ich pozycjonowaniem.
Dron może wykonywać loty w trybach:
- autonomicznym – wykonuje lot po wcześniej zaprogramowanej trasie z wykorzystaniem nawigacji GPS lub GLONASS,
- automatycznym – program lotu jest wprowadzany do pamięci drona przed startem, w trakcie lotu jest korygowany przez naziemne stanowisko kontroli,
- półautomatycznym – lot jest korygowany przez naziemne stanowisko kontroli.

Dron przechowywany jest, ze złożonymi skrzydłami, w kontenerze transportowym mającym takie same wymiary jak w przypadku drona Eleron-5. Start odbywa się z wykorzystaniem wyrzutni o napędzie pneumatycznym lub gumowym, lądowanie z wykorzystaniem spadochronu.

## Użycie bojowe
Dron został wykorzystany podczas agresji Rosji na Ukrainę w 2022 r. W sierpniu utracono jego pierwszy egzemplarz.